# Werk Pleitenberg

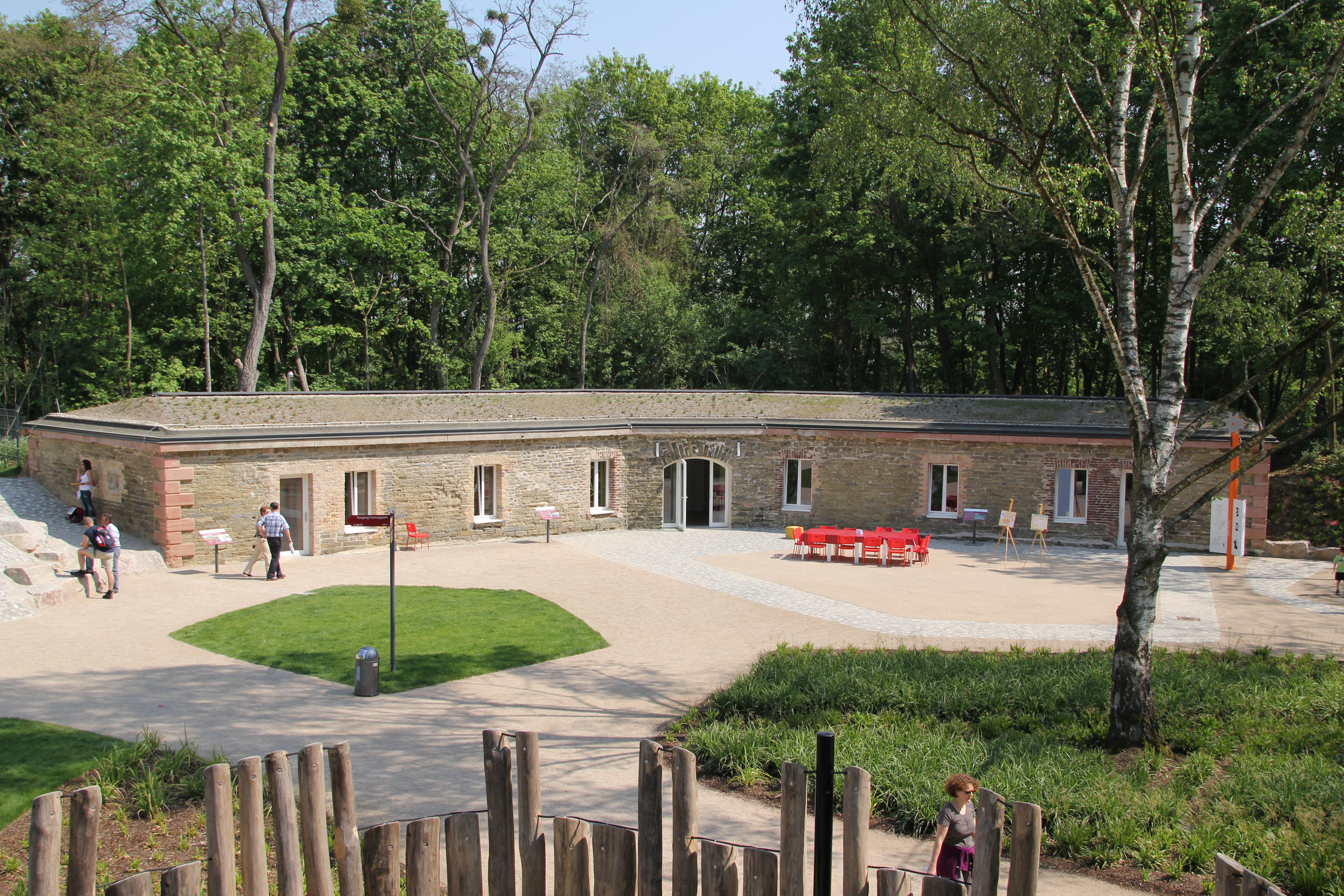
Der sanierte Hangar des Werks Pleitenberg im Kletterpark während der Bundesgartenschau 2011

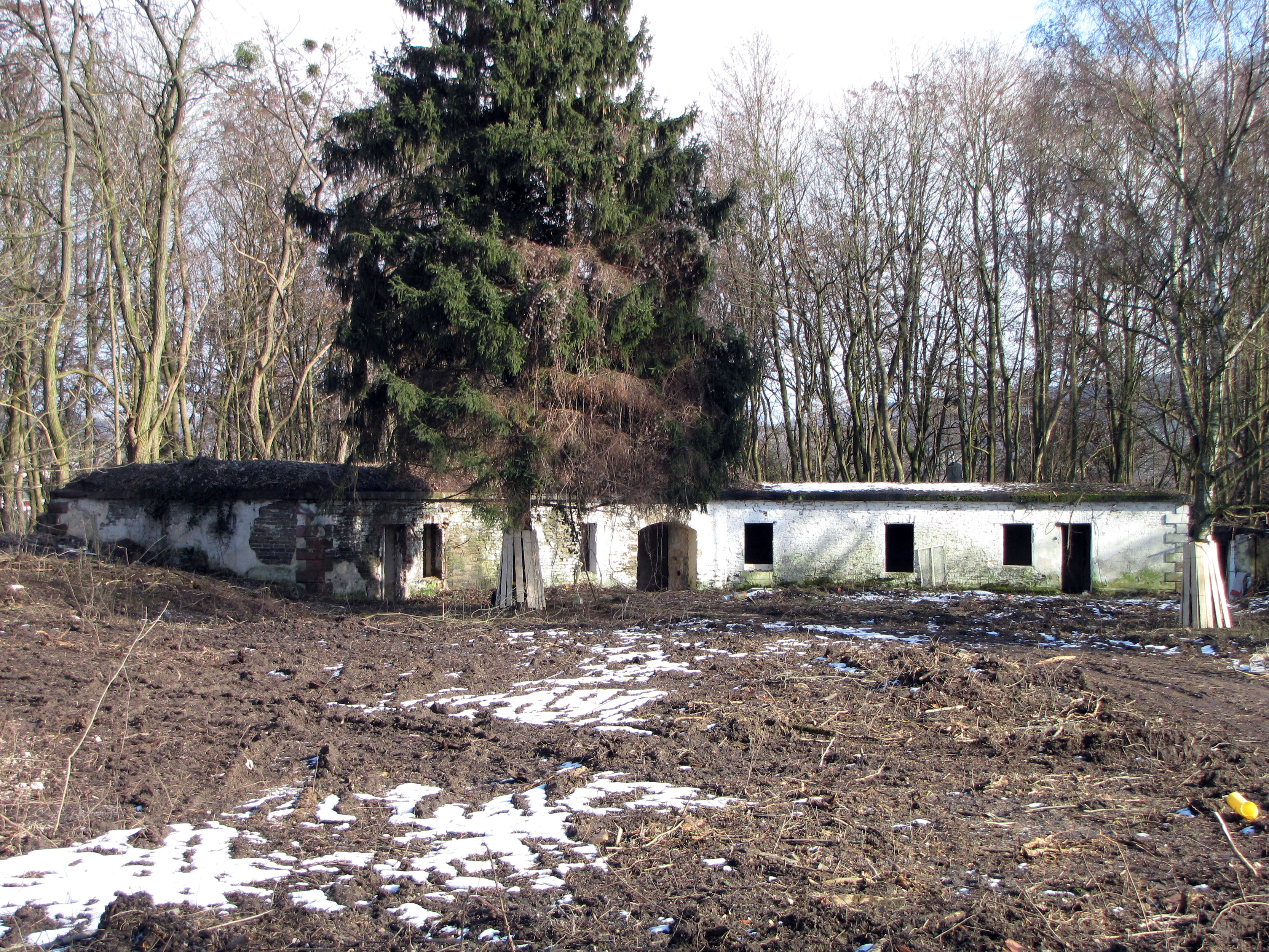
Der Hangar des Werks Pleitenberg 2010

Das Werk Pleitenberg war Teil der preußischen Festung Koblenz und gehörte zum System Oberehrenbreitstein. Das in den 1820er Jahren errichtete Werk wurde 1927 geschleift. Von dem im heutigen Koblenzer Stadtteil Niederberg gelegenen Werk ist nur noch der Hangar übrig geblieben. Es befand sich in vorgelagerter Linie zur Festung Ehrenbreitstein auf dem gleichnamigen Berg.

## Geschichte
Das Werk Pleitenberg wurde von 1827 bis 1830 im Norden der Festung Ehrenbreitstein als defensibles Pulvermagazin errichtet und zuletzt noch 1891 umgebaut. Zusammen mit Fort Rheineck sicherte das Werk das Plateau vor der Festung Ehrenbreitstein nach Norden. Die Lücke zwischen beiden Werken füllte eine Verbindungslinie aus, die aus Erdwällen und 1914/15 errichteten Armierungsbauten aus Beton bestand.
An der Errichtung des Werks Pleitenberg waren die Ingenieur-Offiziere Julius Theodor Berggold und Friedrich Blecken von Schmeling beteiligt.
Nach dem Ersten Weltkrieg musste diese Anlage, wie auch die anderen Koblenzer Festungswerke, in Ausführung des Artikels 180 des Versailler Vertrags entfestigt werden. Vorgesehen war eine Breschierung und Abflachung des Walls sowie eine Dammschüttung im Graben. Das Pulvermagazin (auch Hangar genannt) sollte freigelegt werden und später als Wohnung Verwendung finden. Die Entfestigungsarbeiten am Pleitenberg begannen am 13. Mai und wurden am 30. Juni 1927 fertig gemeldet. 
Für die Reste des Werkes stellte später ein Privatmann aus Niederberg, der hier eine Hühnerfarm und Wohnräume einrichten wollte, einen Antrag auf Überlassung. Die Stadt Ehrenbreitstein lehnte den Antrag allerdings mit der Begründung ab, dass man erst die Entscheidung in Bezug auf die geplante Einrichtung eines Reichsehrenmales auf dem Ehrenbreitstein abwarten und aus diesem Grund das Gelände auf der Hochebene zunächst in seiner Gesamtheit erhalten wolle. 
Der Hangar des Werkes blieb allerdings erhalten und wurde lange Jahre noch als Wohnraum genutzt, danach stand das Gebäude leer und war dem Verfall preisgegeben. Im Rahmen der Bundesgartenschau 2011 wurde auf dem Gelände das Spielwerk Bleidenberg errichtet. Die Idee stammt vom Jugendrat Koblenz und wurde vom Ingenieurbüro Schelhorn gebaut. Deshalb wurde am "BuGa-Mitbautag" (29. Juni 2010) vom Jugendrat an einigen Objekten mitgebaut. Der Hangar, der im Spielplatz integriert ist, konnte somit gerettet werden.